# FK Dimitrowgrad
Der FK Dimitrowgrad ist ein bulgarischer Fußballverein aus Dimitrowgrad im Oblast Chaskowo. Der Verein spielte ebenso wie der Vorläufer Chimik Dimitrowgrad jeweils eine Spielzeit in der A Grupa.

## Geschichte
Der FK Dimitrowgrad entstand 1968 aus dem Zusammenschluss von  Chimik Dimitrowgrad und Minjer Dimitrowgrad. Chimik war 1949 unter dem Namen Torpedo gegründet worden. 1957 in Rakovski umbenannt gewann der Klub in der Spielzeit 1961/62 die Zweitligameisterschaft. Anschließend trug er ab 1962 den Namen Chimik, mit der neuen Bezeichnung verpasste die Mannschaft in der A Grupa jedoch den Klassenerhalt und stieg direkt wieder in die Grupa B ab. 1965 verpasste der Klub nur aufgrund des schlechteren Torverhältnisses gegenüber dem punktgleichen Staffelsieger Botew Burgas den Wiederaufstieg, in der folgenden Spielzeit erhielt der Klub einen Punktabzug und stieg in die Drittklassigkeit ab, schaffte aber den direkten Wiederaufstieg. Der Lokalrivale Minjer war der Klub der Minenarbeiter, der 1960 erstmals in die Grupa B aufgestiegen war. Auch er erlebte in der Spielzeit 1962/63 sein bestes Ergebnis, als die Mannschaft hinter General Saimow Sliwen Vizemeister der Südstaffel wurde und um drei Punkte den Erstligaaufstieg verpasste.
Die zum FK Dimitrowgrad zusammengelegten Klubs etablierten sich als Zweitligist, ehe die Mannschaft 1982 in die Drittklassigkeit abstieg. Den direkten Wiederaufstieg verpasste sie erst in der Relegation gegen Wichren Sandanski. Nach der Zwetiligarückkehr gelang der Mannschaft als Vizemeister hinter FC Tschernomorez Burgas der direkte Durchmarsch in die A Grupa. Dort lag die Mannschaft zum Saisonende punktgleich mit Vorjahresmeister Beroe Stara Sagora, FK Spartak Plewen und Akademik Swischtow, aufgrund der schlechteren Tordifferenz musste sie jedoch wieder absteigen. Dem kometenhaften Aufstieg folgte der ebenso schnelle Absturz, als sie auch in der Grupa B die Klasse nicht halten konnte. In der Spielzeit 1994/95 konnte der Zweitligaaufsteiger die Klasse nicht halten, letztmals spielte der Klub zwischen 1997 und 1999 in der zweithöchsten Spielklasse und tritt seither auf verschiedenen Liganiveaus im Amateurbereich an.